# Marcia J. Bates
Marcia J. Bates (Califòrnia, 1942) és una documentalista i informatòloga nord-americana. És una de les investigadores més destacades en el camp de la cerca i recuperació d'informació a Internet i és Professora Emèrita del departament d'Estudis d'Informació de la Universitat de Califòrnia, a Los Angeles.

## Biografia
Marcia J. Bates és Llicenciada en Biblioteconomia i Documentació a la Universitat de Califòrina (Berkeley), l'any 1967 va obtenir un Màster en Ciències de la Informació (Master of Library Science) i el 1972 va ser investida Doctora. Havia impartit classes a la Universitat de Maryland i a la Universitat de Washington, on va ser professora titular a partir de 1981. La Universitat de Califòrnia l'ha nomenat Professora Emèrita del departament d'Estudis d'Informació.
Bates ha publicat àmpliament en l'àmbit de les estratègies de cerca en sistemes d'informació, disseny centrat en l'usuari en els sistemes de recuperació d'informació i en gestió i organització del coneixement. Ha impartit classes sobre serveis de referència i comportament en la localització de la informació, entre d'altres. Va arribar a ser degana associada i cap de departament.
Ha rebut dues vegades el premi "Best Journal of ASIS Paper of the Year Award", atorgat per l'Associació Americana de les Ciències de la Informació, els anys 1980 i 2000. El 2001 va rebre el premi Frederick G. Kilgour per la recerca en Biblioteconomia i Ciències de la Informació. L'any 2005 va rebre el premi de mèrit per l'antiga American Society for Information Science and Technology. Aquest mateix any va ser convidada a la ponència inaugural del 7è Congrés ISKO-Espanya Arxivat 2013-06-13 a Wayback Machine., que va tenir lloc a Barcelona.
Actualment és editora en cap de la tercera edició de l'Enciclopèdia de Biblioteconomia i Ciències de la Informació, amb Mary Niles Maack com a editora associada. A més, ha estat consultora a organitzacions com ara la Biblioteca del Congrés dels Estats Units i col·laboracions a l'estranger.
Li agraden els gats, viatjar i la fotografia.

## Recerca
La majoria de les contribucions de Bates han estat dins l'àrea del disseny de sistemes d'informació centrats en l'usuari. La gran majoria dels seus articles han estat citats i utilitzats, com els articles relacionats amb el concepte de berrypicking, tàctiques de cerca d'informació i relació usuari-sistema.
En conjunció amb l'Institut de Recerca Getty ha estudiat la recuperació d'informació d'humanitats extensivament, amb l'elaboració de sis articles. En accés per matèria, el 1985, va dissenyar i discutir un tesaurus de grup que pretenia reunir totes les variants sintàctiques i semàntiques d'un concepte sota cada concepte. D'aquesta manera, les cerques poden estar enllaçades a qualsevol terme del grup, amb el cercador apte per seleccionar subconjunts de termes per buscar més enllà. Aquest sistema també es coneix com a "front-end system mind".
Bates parteix d'una evolució aproximada al desenvolupament de coneixement i informació humana i animal, la qual ha marcat un canvi de la definició d'informació en la teoria de la comunicació. El model de comunicació veu la informació com un flux i intercanvi de missatge, que parteix de l'emissor i arriba fins al receptor. Segons Ronald Day, implícit en aquest model estàndard d'informació hi ha condicions com la intencionalitat de l'emissor, la manifesta presència de la seva intenció en les seves paraules, un conjunt de receptors o usuaris que reben la informació i els quals demostren la rebuda en acció o ús, i la llibertat d'escollir tenint en compte l'habilitat del comunicador per dir una cosa abans que una altra, així com fins i tot els receptors tenen llibertat d'escollir rebre un missatge abans que un altre en un mercat d'idees.
Bates reclama (sobre S. Goonatilake) que hi ha tres canals fonamentals d'informació: genètic, neurocultural i exosomàtic. La seva visió de la informació ha estat discutida per Hjørland. En resposta a les ràpides transformacions en biblioteconomia i ciències de la informació, Bates també ha escrit sobre la natura de les disciplines de la informació. El disseny de l'enciclopèdia que va editar conjuntament amb Maack també reflecteix els seus arguments quant a la naturalesa de les disciplines de la informació.

## Comportament dels usuaris a Internet
Marcia J. Bates ha estudiat ha estudiat la informació digital des de diversos aspectes, tot i que les seves investigacions del comportament dels usuaris a Internet han estat determinants. Va plantejar que els usuaris, en buscar informació a Internet, es troben amb un entorn molt diferent del que oferien les bases de dades documentals i els repositoris d'informació tradicionals, eines de documentació altament controlades. Tot i això, la informació a Internet està ubicada en llocs imprecisos, per la qual cosa Bates va emprar el terme browsing o navegació per Internet. Considera que l'usuari es dedica a navegar per Internet, de manera que troba informació a partir de l'accés a diferents pàgines web, essent la casualitat un factor molt important en les seves cerques. Així doncs, crea un nou model, anomenat berrypicking (analogia de "recol·lecta de fruites del bosc"), que és un procés de cerca i recuperació d'informació a partir del qual la necessitat es resol amb l'acceptació o el rebuig dels documents obtinguts, segons uns paràmetres que es van modificant a mesura que es desenvolupa la cerca.
Va establir sis estratègies de cerca en un entorn manual:
- Seguiment de notes a peu de pàgina
- Cerca de citacions
- Revisió d'una mateixa publicació científica (Journal run)
- Descoberta als prestatges
- Cerca per matèria en bibliografies i serveis d'indexació i resum
- Cerca per autor